# دانشگاه ایالتی میدل جورجیا
دانشگاه ایالتی میدل جورجیا یک دانشگاه دولتی با پردیس اصلی آن در مکون، جورجیا است. این بخشی از سیستم دانشگاه گرجستان است و برنامه‌هایی را به دانشجویان در پنج پردیس در گرجستان میانه و به صورت آنلاین ارائه می‌دهد. دانشگاه ایالتی میدل جورجیا برای اعطای مدارک کاردانی، کارشناسی، کارشناسی ارشد و دکترا توسط کمیسیون جنوبی کالج‌ها و مدارس در کالج‌ها معتبر است. این مؤسسه که در ابتدا با نام کالج ایالتی میدل جورجیا شناخته می‌شد، در سال ۲۰۱۳ از طریق ادغام کالج میدل جورجیا و کالج ایالتی مکون تأسیس شد. در سال ۲۰۱۵، این مؤسسه نام فعلی خود را برای نشان دادن ارتقای جایگاه خود به دانشگاه دولتی انتخاب کرد.